# Plombières-les-Bains
 Plombières-les-Bains  es una población y comuna francesa, en la región de Lorena, departamento de Vosgos, en el distrito de Épinal y cantón de Plombières-les-Bains.

## Demografía
| 2839 | 2770 | 2486 | 2297 | 2084 | 1906 |
| Para los censos de 1962 a 1999 la población legal corresponde a la población sin duplicidades (Fuente: INSEE [Consultar]) |      |      |      |      |      |